# Calveliño do Monte
Calveliño do Monte es un lugar español actualmente despoblado, situado en la parroquia de Santirso, del municipio de Maceda, en la provincia de Orense, Galicia.Solo Baltasar.

## Demografía
| Gráfica de evolución demográfica de Calveliño do Monte entre 2000 y 2022 |
|                                                                          |
| Datos según el nomenclátor publicado por el INE.                         |